# Jacques Bridou
Jacques Bridou (Marsiglia, 8 ottobre 1911 – 1953) è stato un bobbista francese.

## Biografia
Viene ricordato come vincitore di una medaglia di bronzo nella sua disciplina, ottenuta ai campionati mondiali del 1934 (le due precedenti non si svolsero, edizione tenutasi a Garmisch-Partenkirchen, attuale Germania) insieme ai suoi connazionali Rheims, Bemish e Jean de Suarez d'Aulan Totalizzarono un tempo superiore rispetto alla squadra rumena (medaglia d'argento) e quella tedesca (medaglia d'oro).
Alle Olimpiadi invernali di Garmisch-Partenkirchen 1936 finì al 14º posto nella gara a due  (insieme a Jean d'Aulan) e 9° nella gara a quattro.
Durante la seconda guerra mondiale fu vicino a Georges Loustaunau-Lacau, di cui sua sorella Marie-Madeleine era segretaria generale prima della guerra. Jacques Bridou fu inviato a Londra nel 1940 per avvertire della creazione della rete di intelligence Loustaunau-Lacau, che in seguito sarebbe stata chiamata Alliance. Rientrato in Francia, ha svolto diversi compiti al PC della rete, dove sua sorella era capo di gabinetto; prese definitivamente la direzione dell'organizzazione nel luglio 1941, all'atto dell'arresto di Loustaunau-Lacau. Nel novembre 1942, i membri del PC furono arrestati dalla polizia francese a Marsiglia, ma riuscirono a scappare con la complicità di buona parte della brigata. Jacques Bridou preferì rinunciare alla resistenza interna, desiderando di aderire alle Forces françaises libres. Di fronte al deterioramento delle vie di fuga della rete, partì da solo per la Spagna, dove fu fatto prigioniero, per poi raggiungere l'Algeria nel novembre 1943.